# 普羅克勒迪耶國家公園
42°30′0″N 19°50′0″E / 42.50000°N 19.83333°E

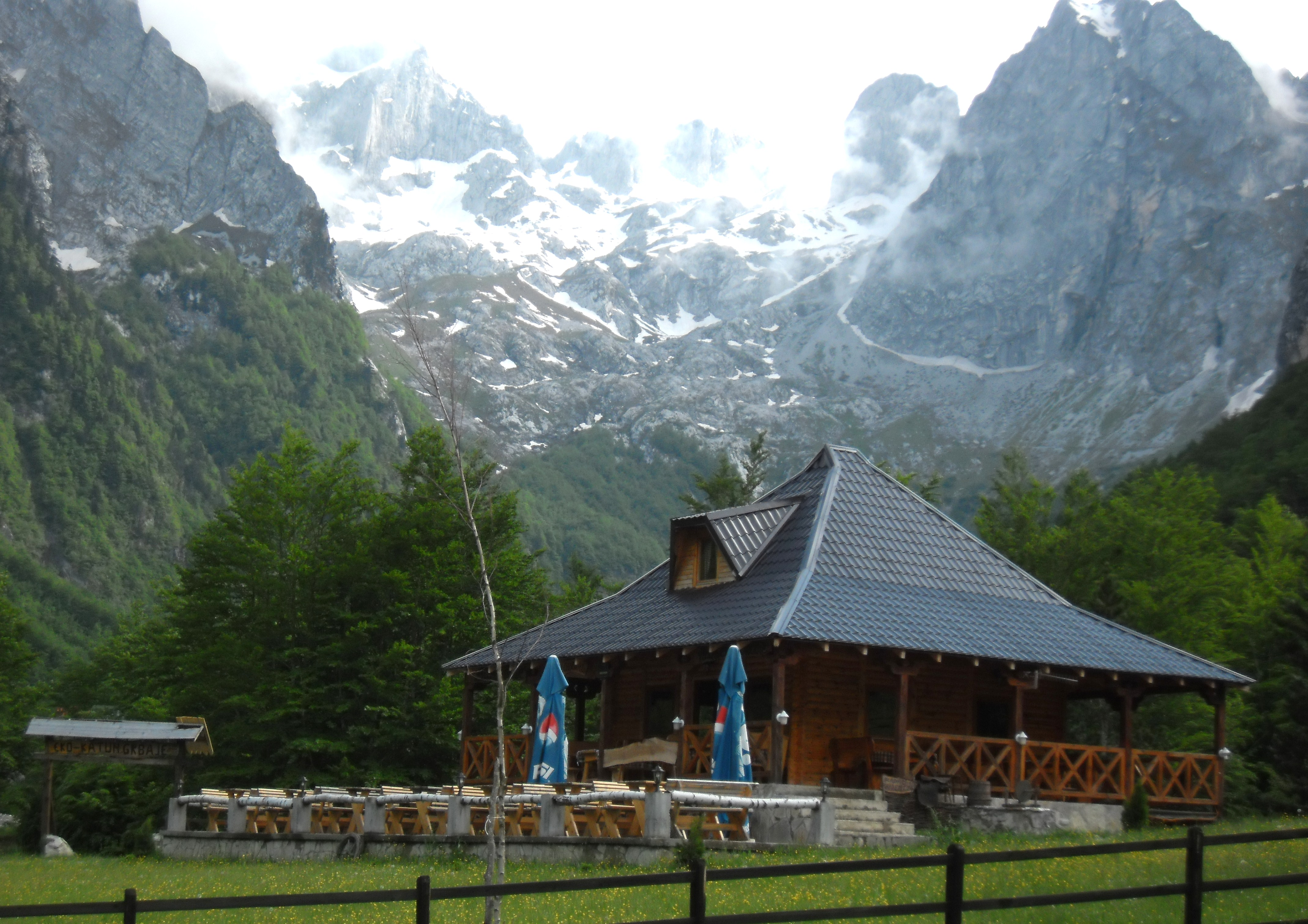

普羅克勒迪耶國家公園是蒙特內哥羅的國家公園，鄰近普拉夫，成立於2009年，面積166平方公里，遊客可進行遠足、登山、冬季運動、騎自行車、水上運動等活動。